# 埃斯卢朗蒂斯达邦
埃斯卢朗蒂斯达邦（法語：Eslourenties-Daban，法語發音：[ɛsluʁɛ̃tis dabɑ̃]）是法国大西洋比利牛斯省的一个市镇，属于波城区。

## 地理
埃斯卢朗蒂斯达邦（43°17'58"N, 0°8'33"W）面积5.06 平方千米，位于法国新阿基坦大区大西洋比利牛斯省，该省份为法国东南部省份，涵盖了贝阿恩与北巴斯克，西临大西洋比斯開灣，北至朗德省，东北接热尔省，东临上比利牛斯省，南与西班牙接壤。
与埃斯卢朗蒂斯达邦接壤的市镇（或旧市镇、城区）包括：加代尔、阿里安、隆比亚、卢朗蒂斯、索博勒。
埃斯卢朗蒂斯达邦的时区为UTC+01:00、UTC+02:00（夏令时）。

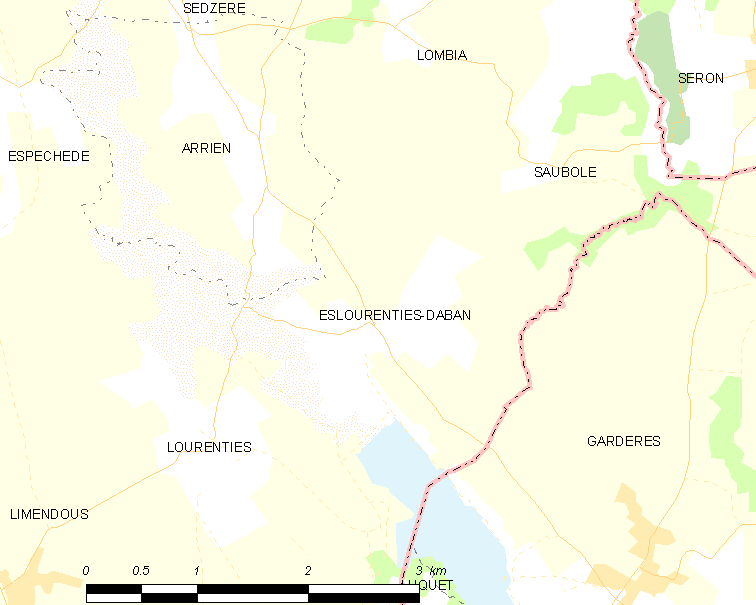
埃斯卢朗蒂斯达邦的OSM定位图

## 行政
埃斯卢朗蒂斯达邦的邮政编码为64420，INSEE市镇编码为64211。

## 政治
埃斯卢朗蒂斯达邦所属的省级选区为莫尔拉斯与蒙塔内雷斯地区县。

## 人口

1962-2008年间埃斯卢朗蒂斯达邦人口变化图示

埃斯卢朗蒂斯达邦于2022年1月1日时的人口数量为376人。